# ISO 9984
Cette page contient des caractères spéciaux ou non latins. S’ils s’affichent mal (▯, ?, etc.), consultez la page d’aide Unicode.
La norme internationale ISO 9984 établit un système de translittération en caractères latins des caractères de l'alphabet géorgien moderne.
| Géorgien | Latin | Unicode   | Unicode |
| -------- | ----- | --------- | ------- |
| Géorgien | Latin | Hex       | Dec     |
| ა        | a     |           |         |
| ბ        | b     |           |         |
| გ        | g     |           |         |
| დ        | d     |           |         |
| ე        | e     |           |         |
| ვ        | v     |           |         |
| ზ        | z     |           |         |
| ჱ        | ē     | 0113      | 275     |
| თ        | t̕     | 0074+0315 |         |
| ი        | i     |           |         |
| კ        | k     |           |         |
| ლ        | l     |           |         |
| მ        | m     |           |         |
| ნ        | n     |           |         |
| ჲ        | y     |           |         |
| ო        | o     |           |         |
| პ        | p     |           |         |
| ჟ        | ž     | 017E      | 382     |
| რ        | r     |           |         |
| ს        | s     |           |         |
| ტ        | t     |           |         |
| ჳ        | w     |           |         |
| უ        | u     |           |         |
| ფ        | p̕     | 0070+0315 |         |
| ქ        | k̕     | 006B+0315 |         |
| ღ        | ḡ     | 1E21      | 7713    |
| ყ        | q     |           |         |
| შ        | š     | 0161      | 353     |
| ჩ        | č̕     | 010D+0315 | 269+'   |
| ც        | c̕     | 0063+0315 |         |
| ძ        | j     |           |         |
| წ        | c     |           |         |
| ჭ        | č     | 010D      | 269     |
| ხ        | x     |           |         |
| ჴ        | ẖ     | 1E96      | 7830    |
| ჯ        | ǰ     | 01F0      | 496     |
| ჰ        | h     |           |         |
| ჵ        | ō     | 014D      | 333     |
| ჶ        | f     |           |         |

### Autres systèmes
- Romanisation de l’alphabet géorgien
- Système national de romanisation du géorgien